# 東宝
東宝株式会社（とうほう、英: TOHO CO., LTD.）は、阪急阪神ホールディングス（大阪府大阪市北区）の持分法適用会社で、映画・演劇の製作配給・興行や不動産業を行う日本の企業。東映と松竹とともに日本の映画会社「御三家」と呼ばれ、3社の中では連結売上高は最大規模。本社は東京都千代田区有楽町一丁目2番2号（日比谷地区）東宝日比谷ビル。日経平均株価およびJPX日経インデックス400の構成銘柄の一つ。
2022年現在、2つの直営演劇劇場（帝国劇場・新館シアタークリエ）を保有する。阪急阪神ホールディングス（阪急電鉄・阪神電気鉄道）、エイチ・ツー・オー リテイリング（阪急阪神百貨店/阪急百貨店・阪神百貨店）とともに、阪急阪神東宝グループ（旧・阪急東宝グループ）の中核企業である。他の阪急阪神東宝グループ同様に、旧三和銀行（現在の三菱UFJ銀行）を中核とした三和グループのメンバーであるが、阪急阪神ホールディングスと異なり、三水会には参加せず、阪急電鉄、阪急阪神百貨店、阪急阪神ホテルズ、阪急阪神不動産と共にみどり会のみに参加している。

## 歴史

### 発足と急成長
1932年8月に阪神急行電鉄（現在の阪急電鉄）の小林一三によって、演劇、映画の興行を主たる目的として株式会社東京宝塚劇場を設立。1934年に東京宝塚劇場を開場の後、有楽座、日本劇場、帝国劇場を所有し、日比谷一帯を傘下に納め、浅草を手中に収める松竹とともに、東京の興行界を二分するに至る。
一方、会社設立前年に創設された、トーキーシステムの開発を行う写真化学研究所（Photo Chemical Laboratory、通称 PCL）は、1937年関連会社JOと合併し、東宝映画となる。1943年8月30日、東宝映画を合併し、映画の製作・配給・興行および演劇興行の一貫経営に乗り出し、同年12月10日に社名を東宝と改めた。PCLには大日本麦酒なども出資しており、東宝は発足当初から、従来の市井の興行師からスタートした映画会社とは一線を画する、財界肝いりの近代企業として期待と注目、そして反発を集めた。なお、その名前の由来は「東京宝塚」の略である。
1940年10月1日、東宝系の全劇団は東宝国民演劇団移動隊に発展的解消。古川ロッパ、エノケン、東宝舞踏隊、東宝名人会などがそれぞれ移動演劇班を結成して、地方の農山漁村や工場にも巡回することとなった。宝塚歌劇団は宝塚音楽奉仕隊として健全な娯楽を提供するとともに、忙しい時には勤労奉仕も行う体制を採った。第二次世界大戦に突入すると東京宝塚劇場と日本劇場は風船爆弾工場となり、戦後は東京宝塚劇場が進駐軍専用のアーニー・パイル劇場と改名され、10年間観客としての日本人が立入禁止となるなど、歴史の証人を演ずることになる。

#### 林長二郎事件
東宝は設立時、天下の二枚目こと松竹の林長二郎をはじめ、多くのスターを驚くほどの高給で他社から引き抜いた。
1937年11月12日、長二郎が、左顔面を耳下から鼻の下にかけて斜めに切りつけられ、骨膜に達する重傷を負う。犯人のヤクザ松本常保は、同年秋、長二郎が松竹から東宝に移籍したことから、松竹系の新興キネマ京都撮影所長の永田雅一らに教唆され、犯行におよんだものと判明した。
松本はこの事件で実刑を受けたが、後に刊行した自伝「みなさんありがとう」において「犯行に荷担していない」と表明している。事件後、長二郎はこの名を松竹に返し、本名の長谷川一夫を名乗るようになった。

#### プロデューサーシステム
東宝の資本とPCLの技術の上に映画の興行面で変化をもたらしたのは、製作における予算と人的資源の管理を行うプロデューサー・システムの本格的導入であり、これをもたらしたのがアメリカ帰りの森岩雄とされる。松竹の城戸四郎、日活の根岸寛一と並び称される森だが、この分野における足跡は大きい。
東宝はPCL時代より民主的な社風で知られ、監督や大スターでも個室がなく、大物に対しても「さん」付けや「ちゃん」付けであった。巨匠監督も部下の助監督や名もない俳優を「さん」付けや「ちゃん｣付けで呼んだ。また東宝は他の映画会社のヤクザっぽい親方子方気質や歌舞伎の因習を引きずった封建的な体質を公然と批判し、他社のようにスタッフや俳優を縁故採用に頼るのではなく、公募を戦前より行い優秀な人材を得た。しかし獲得した優秀な人材は戦後の東宝争議の中心メンバーとなったため、後に縁故採用を強化し権力に逆らわない人材を入れる傾向に変わっていった。

### 東宝争議とその後の混乱
1946年から1950年にかけて経営者と労働組合の対立が激化し、そんな最中、1948年3月4日に本社を東宝文芸ビルに移転。だが同年6月1日には撮影所を占拠した組合員を排除するため、警視庁予備隊、果ては占領軍の戦車や戦闘機まで出動する騒ぎになる。これが「来なかったのは軍艦だけ」と言われた東宝争議である。
この間、大河内伝次郎、長谷川一夫、入江たか子、山田五十鈴、藤田進、黒川弥太郎、原節子、高峰秀子、山根寿子、花井蘭子の十大スターが結成した十人の旗の会と、反左翼の渡辺邦男をはじめとする有名監督の大半は、1948年4月26日に第三組合によって設立された新東宝（4月26日には系列会社・国際放映も設立）で活動することになる。そのため東宝は再建不能と言われ、1949年3月15日に映画制作は新東宝に任せ、東宝は配給部門のみ受け持つ方針が真剣に協議されたこともあった。
大スターや大監督がごっそり辞めたことで、入社したての三船敏郎らがすぐに主役として抜擢され、若い監督も活躍の場を得やすい状況になった。残留組イコール左翼的という単純な色分けはできないが、共産党員の多くは放逐され、新東宝はまもなく東宝と絶縁して独立会社となったため、比較的リベラルだが政治には深入りしなかった人材が多く残ることになる。新東宝は独立後、文芸映画路線が不振で経営がすぐに悪化、新社長に迎えた大蔵貢の低予算通俗映画路線で一時的に持ち直したものの、1961年倒産。市川崑など一部のスターや監督はそれより遥か以前、完全独立の前後に東宝に復帰していた。

### 日本映画黄金時代
1950年代に迎えた日本映画の黄金時代に際し、1957年からは「東宝スコープ」を採用し、『七人の侍』や『隠し砦の三悪人』などの黒澤明作品や『ゴジラ』や『モスラ』などの円谷英二による特撮作品を始めとする諸作品によって隆盛を極め、映画の斜陽化が始まった1960年代にもクレージー映画や若大将シリーズでヒットを飛ばす。また、社長シリーズや駅前シリーズなど安定したプログラムピクチャーの路線を持っていたことも強みであった。財界優良企業らしく健全な市民色、モダニズムを鮮明な作品カラーとし、日本映画が暴力、猟奇、エロティシズムに傾斜していく中でも東宝はそれらの路線とは一線を画し、距離を置いた。上記のシリーズ物が定着する前は現代アクション物も得意とし、後年も『殺人狂時代』、『100発100中』などの異色作に名残を残す。これらは興行的には伸びなかったが、その後の再上映でカルト的な人気を誇った。
1959年にはニッポン放送、文化放送、松竹、大映と共にフジテレビを開局。テレビにも本格的に進出する。

### 映画製作部門の大幅縮小
1960年代から映画は斜陽産業と言われるようになり、東宝も顕著な観客減少に悩んでいたが、大規模な量産体制を他社と共に保っていた。しかしカラーテレビの普及が本格化した1970年代になると観客減少はさらに深刻な状況となり、大映は倒産、日活はポルノ路線に転向し五社協定が終焉する。東宝もこの危機を脱するため、前述の東宝四大喜劇シリーズを全て終了するなど1972年に本社での映画製作を停止し、製作部門を分離独立させて発足した「東宝映像」（現在の東宝映像美術、設立1971年、社長田中友幸）と傍系会社の「東京映画」（のちの東京映画新社、設立1983年、社長川上流一）、「東宝映画」（設立1971年、社長藤本真澄）、新たに設立した製作会社「芸苑社」（設立1972年、社長佐藤一郎）、「青灯社」（社長堀場伸世）を5つの核とした製作体制に切り替えた。藤本真澄は実施理由について「他社のような首切りをしないでやろういう形」と述べている。しかし、東宝映画が年に数本、芸苑社と東宝映像が年1、2本しか稼働せず、外部からの買取作品・委託引受け作品の配給に力を入れ、自社の興行網を維持する形に転換する。
本社での映画製作を停止した後は、映画配給や不動産部門、連結子会社である東宝芸能へ軸足を移しながら経営の合理化を進めた。ただし阪急グループとしてのイメージや、駅から近い一等地に座席数の多い一流映画館を多く持つため、同業他社のようなポルノ映画やヤクザ映画については製作されず、配給も少なかった。1969年から1978年にかけて、東宝チャンピオンまつりとして子供向け映画を上映した。しかし予算的には非常にタイトとなり、評価の高い山本迪夫監督の怪奇映画の多くは2本同撮で作られており、ゴジラシリーズでは音楽や着ぐるみの使い回しが多用されるようになった。
映画製作本数が減った分、テレビ部の奮闘が目立つようになり、『太陽にほえろ!』、『俺たちは天使だ!』などがヒット。テレビ作品の収録は70年代までは砧撮影所は使用せずに国際放映や円谷プロダクションを制作協力のクレジットで孫受け発注した。スタジオを持たない円谷プロの場合は東京美術センターなどの傍系スタジオを使用した。東宝配給の劇場映画も実際は大映京都撮影所（勝プロダクション作品など）や日活撮影所（石原プロモーション、ホリプロ作品など）で製作するものが増えたため、砧撮影所は急速に稼働率が低下、人員も離散した。1977年には、ベテランの映画監督である岡本喜八と堀川弘通を解雇した。
それでも1980年代半ばまでは、東宝シンデレラコンテスト出身者や東宝芸能に所属し人気アイドルとなった斉藤由貴や沢口靖子主演のアイドル映画を東宝映画が製作するなど、独立プロダクション程度の活動は継続。この時期からはアニメーションの製作にも関与するようになる。
この後バブル景気となり、日劇、渋谷東宝会館、日比谷映画劇場、有楽座、梅田劇場、北野劇場などが建て替えられ映画興業以外もおこなう複合施設となり、資産価値を増加させた。

### 1990年代以降
1990年代に入ると、自社（株式会社東宝映画）での邦画製作は「ゴジラ シリーズ」を除き行われなくなり、主にテレビ局や外部プロダクションが製作した映画を配給し、成功を収めた。
2000年以降は、ワーナー・マイカル・シネマズが優位に立っていたシネコン市場に本格的に参入し、2003年のヴァージン・シネマズ・ジャパン株式会社（現・TOHOシネマズ株式会社）の買収で、グループ企業のスクリーン数では第1位を誇っていた。
その後も日本映画界や興行界に不動の地歩を占め続け、現在に至っている。製作会社（テレビ局が多い）も大予算をかけた自信作は興行に強い東宝へ配給委託し、それがまた数字を積み上げるという好循環が重なった結果、平成期以降は一人勝ち状態が定着、21世紀にはさらに独走の幅を広げた。1980年代前半までライバルとして競り合ってきた東映や松竹とも、今では大差を出している。
また、かつて映画館用地として購入した全国の一等地の物件の賃貸を中心とする不動産事業も、営業利益のうち約4割を占め、地味ではあるが、業績を下支えする安定した重要な事業になっている。
なお同社は大手映画会社としては唯一撮影所出身の社長が存在しなかったが、2002年に初のプロデューサー経験者として高井英幸が社長に就任した。
近年は、東宝本体で製作委員会に参加するなど、映画製作において積極的な姿勢をとっている。また砧撮影所の空洞化や技術伝承の中断に危機感を持ってレンタル展開を積極化。単独出資での「東宝映画」はほぼ絶えたものの、製作参加・配給・撮影所供給といった形で東宝カラーを打ち出し、守る方向が試されつつある。
2013年には『アニメ事業室』を新設、同時に自社音楽レーベルも立ち上げ、自社企画でのアニメ事業の強化に乗り出している。
2020年12月1日、東宝映画と、東宝スタジオを管理する「東宝スタジオサービス」を統合し「TOHOスタジオ株式会社」を設立。当該会社で撮影所管理とプロダクションの両方を行い、制作準備から撮影・仕上げまでをワンストップで提供できる体制となる。
2023年7月、東宝国際部をスピンオフする形で、海外事業の中心となるTOHO Globalを設立。北米のToho Internationalを子会社化した。
同年12月13日、劇場数が小中規模のレーベルTOHO NEXTの立ち上げを発表。前身の東宝映像事業部はODS作品を手掛けており、舞台やライブのスクリーン上映、アニメの配給を中心に扱う。
2024年2月、TOHO Globalの子会社でアジア地域の戦略拠点となるToho Entertainment Asiaをシンガポールに設立。11月1日より事業を開始した。
同年4月、株式公開買付け（TOB）により子会社の東京楽天地を完全子会社化した。
同年8月23日、バンダイナムコホールディングスとの間で資本業務提携を締結、両社がそれぞれの株式25億円相当を取得し、持ち合うとしている。
同年10月16日、アメリカの配給会社であるGKIDSとの間で同社の株式全てを取得するための株式譲渡契約を締結し、東宝グループ入りすることを発表。Toho Internationalの子会社となった。

## 主要テレビ作品

### 1960年代
- 頓馬天狗
- 番頭はんと丁稚どん
- 快傑鷹の羽
- タッちん君の冒険
- 笑えば天国
- わんぱく同盟
- がしんたれ
- 転落の詩集
- PR野郎
- 男嫌い
- おじいちゃま!!ハイ!
- のれん太平記
- おてんとさまどんと来い!
- グーチョキパー
- がめつい奴
- なんだかんだ
- ある落日
- 細雪
- 鬼平犯科帳
- サインはV
- 遊撃戦
- オーイわーいチチチ
- 嫌い!好き!!
- 青春とはなんだ
- これが青春だ
- でっかい青春
- 進め!青春
- 炎の青春
- 天下の青年
- 新・新三等重役
- 青春怪談
- やじきた志ん幹線
- 太陽のあいつ
- 37階の男
- ざっくばらん
- 東京コンバット
- 東京バイパス指令
- 嫁ゆかば
- おーい幸福!
- 右門捕物帖

### 1970年代
- はまぐり大将
- 兄貴の恋人
- アテンションプリーズ
- 金メダルへのターン!
- おらんだ左近事件帖
- ワン・ツウ・アタック!
- 氷点
- ジキルとハイド
- コートにかける青春
- 飛び出せ!青春
- 泣くな青春
- 1・2・3と4・5・ロク
- 愛染椿
- 婚期
- 未婚・結婚・未再婚
- うなぎのぼり鯉のぼり
- 決めろ!フィニッシュ
- 太陽にほえろ!
- 赤い靴
- マドモアゼル通り
- 剣客商売
- ボクは女学生
- ボクは恋人
- 越前竹人形
- 高校教師
- 幡随院長兵衛お待ちなせえ
- 愛の戦士レインボーマン
- ダイヤモンド・アイ
- 流星人間ゾーン（東宝映像）
- われら青春!
- 求婚旅行
- 鞍馬天狗
- 日本沈没
- 天まであがれ
- もってのほか
- 新妻鏡
- 五番町夕霧楼
- 傷だらけの天使
- 俺たちの勲章
- 俺たちの朝
- 俺たちは天使だ!
- 火曜日のあいつ
- いろはの"い"
- 華麗なる刑事
- 兄弟刑事
- 大追跡
- 横溝正史シリーズ
  - 三つ首塔
  - 悪魔が来りて笛を吹く
  - 獄門島
  - 仮面舞踏会
  - 夜歩く
  - 仮面劇場
- 円盤戦争バンキッド
- 嫁だいこん
- 姿三四郎
- 炎の超人メガロマン
- 江戸の旋風
- 江戸の激斗
- ナッキーはつむじ風
- われら行動派!

### 1980年代
- 愛LOVEナッキー
- GOGO! チアガール
- ぬかるみの女
- ただいま放課後
- メチャン子・ミッキー
- 女商一代 やらいでか!
- 気になる天使たち
- 陽あたり良好!
- 積木くずし
- イエスとノンの物語
- 暴れ九庵
- 噂のポテトボーイ
- 誇りの報酬
- 魔拳!カンフーチェン
- また逢う日
- 青春はみだし刑事
- わたしの姑ばなれ
- 夢追い旅行
- クルクルくりん
- 転校少女Y
- 禁じられたマリコ
- ジャングル / NEWジャングル
- 名犬ジョリィ
- タッチ
- あぶない雑居カップル
- 夫が戻る日
- 教師びんびん物語
- ふれ愛
- あまえないでヨ!
- 制作2部青春ドラマ班
- 日本一のカッ飛び男
- 痛快!婦警候補生やるっきゃないモン!
- 超音戦士ボーグマン
- 電脳警察サイバーコップ（東宝企画）
- 再婚します。
- ヘイ!あがり一丁
- ハロー!グッバイ
- いとしの婿どの

### 1990年代
- 新金色夜叉 百年の恋
- ふしぎの海のナディア
- 刑事貴族
- ハイスクール大脱走
- 女子高生!キケンなアルバイト
- 芸者小春の華麗な冒険
- 凪の光景
- ザ・刑事
- まさか、私が
- 女検事の捜査ファイル
- 誘惑の夏
- もうひとつのJリーグ
- 泣きたい夜もある
- あぶない女たち
- あなたが好きです
- 愛の天使
- 風のロンド
- 快傑ゾロ
- 七星闘神ガイファード
- 真夏の薔薇
- はるちゃん
- 幸せづくり

### 2000年代
- 女同士
- スターぼうず
- TRICK
- 超星神シリーズ
- ヴァンパイアホスト -夜型愛人専門店-
- 真珠夫人
- ファンタズマ〜呪いの館〜
- 捜し屋★諸星光介が走る!
- 怪奇大家族
- 富豪刑事
- 永遠の君へ
- アストロ球団
- 危険な関係
- 指紋捜査官・塚原宇平の神業
- 偽りの花園
- モップガール
- Kawaii! JeNny
- ひとがた流し
- パズル
- ブラッディ・マンデイ
- マイガール
- ハンマーセッション!

### 2010年代
- 警部補 矢部謙三
- 宿命 1969-2010 -ワンス・アポン・ア・タイム・イン・東京-
- ジウ 警視庁特殊犯捜査係
- 最上の命医
- ホワイト・ラボ〜警視庁特別科学捜査班〜
- MONSTERS
- ハードナッツ!
- ダメな私に恋してください
- 仰げば尊し

## 関連人物

### 歴代会長
- 1943年12月10日 - 1947年3月9日：渋沢秀雄
- 1947年12月26日 - 1949年4月12日：田辺加多丸
- 1949年9月26日 - 1950年1月16日：渡辺銕蔵
- 1950年9月28日 - 1955年9月20日：米本卯吉
- 1957年3月25日 - 1962年9月24日：佐藤博夫
- 1962年9月25日 - 1966年9月23日：松岡辰郎
- 1966年9月24日 - 1974年8月21日：清水雅
- 1974年8月22日 - 1981年5月24日：馬淵威雄
- 1995年5月25日 - 2009年：松岡功
- 2022年5月26日 - 現職：島谷能成

### 歴代社長
1. 1943年12月10日 - 1947年3月9日：大澤善夫
2. 1947年3月10日 - 12月22日：田辺加多丸
3. 1947年12月26日 - 1949年9月25日：渡辺銕蔵
4. 1949年9月26日 - 1950年9月27日：米本卯吉
5. 1950年9月28日 - 1951年9月27日：小林富佐雄
6. 1951年9月28日 - 1955年9月19日：小林一三
7. 1955年9月20日 - 1957年10月1日：小林富佐雄
8. 1957年10月5日 - 1966年9月23日：清水雅
9. 1966年9月24日 - 1974年8月12日：松岡辰郎
10. 1974年8月22日 - 1977年5月24日：清水雅
11. 1977年5月25日 - 1995年5月24日：松岡功
12. 1995年5月25日 - 2002年5月22日：石田敏彦
13. 2002年5月23日 - 2011年5月25日：高井英幸
14. 2011年5月26日 - 2022年5月25日：島谷能成
15. 2022年5月26日 - 現職：松岡宏泰

### 役員
2024年5月23日現在
- 代表取締役会長: 島谷能成
- 代表取締役社長 社長執行役員: 松岡宏泰
- 取締役副社長執行役員: 太古伸幸
- 取締役専務執行役員: 市川南
- 取締役: 角和夫
- 常勤監査等委員: 緒方栄一
- 取締役監査等委員（独立社外取締役）: 安藤知史、折井雅子、大越いづみ
- 常務執行役員: 瀬田一彦、池田篤郎、大田圭二
- 上席執行役員: 池田隆之、加藤陽則、和田薫一郎、本多太郎
- 執行役員: 宇田典弘、福田明宏、吉田充孝、上田太地、植田浩史、山中一孝

### 主なプロデューサー
- 藤本真澄
- 田中友幸
- 富山省吾
- 金子正且
- 笹井英男
- 貝山知弘（現在はオーディオ評論家として活動中）
- 渡辺晋（渡辺プロダクション）
- 堀威夫（ホリプロ）
- 梅浦洋一（テレビ部）
- 山本悦夫（テレビ部）

### 主な監督
- 島津保次郎
- 山中貞雄
- 伊丹万作
- 成瀬巳喜男
- 渡辺邦男
- 豊田四郎
- 齋藤寅次郎
- 中川信夫
- 山本嘉次郎
- 稲垣浩
- 山本薩夫
- 今井正
- 黒澤明
- 本多猪四郎
- 谷口千吉
- 市川崑
- 筧正典
- 鈴木英夫
- 川島雄三
- 岡本喜八
- 松林宗恵
- 福田純
- 古澤憲吾
- 児玉進
- 坪島孝
- 出目昌伸
- 森谷司郎
- 恩地日出夫
- 木下亮
- 河崎義祐
- 小谷承靖

### 主な脚本家
- 小国英雄
- 笠原良三
- 村田武雄
- 菊島隆三
- 田波靖男

### 主な音楽家
- 伊福部昭
- 佐藤勝
- 早坂文雄
- 宮川泰
- 萩原哲晶

### 主なカメラマン
- 中井朝一
- 伊藤武夫
- 玉井正夫
- 円谷英二（特技監督としても活躍）
- 萩原憲司
- 山田康介

### 主な俳優（男性）
- 大河内傳次郎
- 長谷川一夫
- 志村喬
- 上原謙
- 黒川弥太郎
- 藤原釜足
- 伊藤雄之助
- 藤田進
- 小杉義男
- 左卜全
- 宮口精二
- 森繁久彌
- 池部良
- 小林桂樹
- 堺左千夫
- 稲葉義男
- 三船敏郎
- 堀雄二
- 伊豆肇
- 龍崎一郎（竜崎一郎）
- 鶴田浩二
- 伊藤久哉
- 三橋達也
- 木村功
- フランキー堺
- 有島一郎
- 河津清三郎
- 三木のり平
- 高島忠夫
- ハナ肇とクレージーキャッツ
  - 植木等
  - ハナ肇
  - 谷啓
  - 犬塚弘
  - 桜井センリ
  - 安田伸
  - 石橋エータロー
- 藤田まこと
- 田崎潤
- 千秋実
- 加東大介
- 平田昭彦
- 小泉博
- 久保明
- ミッキー・カーチス
- 山下敬二郎
- 水原弘
- 江原達怡
- 人見明
- 天本英世
- 佐原健二
- 土屋嘉男
- 宝田明
- 仲代達矢
- 佐藤允
- 中谷一郎
- 中丸忠雄
- 夏木陽介
- 加藤武
- 藤木悠
- 児玉清
- 船戸順
- 太刀川寛
- 加山雄三
- 田中邦衛
- 黒部進
- 二瓶正也
- 石坂浩二
- 黒沢年男
- 薩摩剣八郎（中山剣吾）
- 三浦友和
- 草刈正雄
- 沖雅也
- 髙嶋政宏
- 高嶋政伸
- 西条康彦
- 中島春雄
- 伊吹徹
- 久野征四郎
- 田島義文

### 主な俳優（女性）
- 入江たか子
- 飯田蝶子
- 細川ちか子
- 花井蘭子
- 三益愛子
- 山田五十鈴
- 高峰秀子
- 原節子
- 轟夕起子
- 山口淑子（李香蘭）
- 木暮実千代
- 淡島千景
- 杉葉子
- 角梨枝子
- 久我美子
- 塩沢とき
- 八千草薫
- 有馬稲子
- 岡田茉莉子
- 司葉子
- 新珠三千代
- 赤木蘭子
- 千石規子
- 岡田可愛
- 若林映子
- 木匠マユリ
- 中北千枝子
- 笠置シヅ子
- 越路吹雪
- 藤間紫
- 久慈あさみ
- 岸旗江
- 島崎雪子
- 青山京子
- 高千穂ひづる
- 淡路恵子
- 若山セツ子
- 香川京子
- 河内桃子
- 草笛光子
- 白川由美
- 団令子
- 中島そのみ
- 重山規子
- 水野久美
- 安西郷子
- 高橋紀子
- 前田美波里
- 江利チエミ
- 雪村いづみ
- 美空ひばり
- 上原美佐
- 横山道代（現・横山通乃）
- 二木てるみ
- ザ・ピーナッツ
  - 伊藤エミ
  - 伊藤ユミ
- 藤山陽子
- 沢井桂子
- 沢井孝子
- 浜美枝
- 星由里子
- 田村奈巳
- 桜井浩子
- 菱見百合子（現・ひし美ゆり子）
- 松本めぐみ
- 酒井和歌子
- 内藤洋子
- 柏木由紀子
- 関根恵子（現・高橋惠子）
- 本田美奈子.
- 山口百恵
- 森昌子
- 桜田淳子
- 古手川祐子
- 名取裕子
- 中井貴惠
- 松原千明
- 沢口靖子
- 斉藤由貴
- 小高恵美
- 水野真紀
- 田中美里
- 野波麻帆
- 長澤まさみ
- 大塚ちひろ（現・大塚千弘）
- 乙羽信子
- 北あけみ
- 中真千子
- 原知佐子
- 野口ふみえ
- 柳川慶子
- 黒瀬真奈美
- 澤村契恵子
- 一の宮あつ子

## 映画館
東京、名古屋、大阪、京都の主要館をかつては直営として経営していた。1990年代末期以降、本社地区は東宝サービスセンターに、関西地区は東宝ビル管理に、中部地区は中部東宝に運営を委託。2006年以降、東宝グループの映画興行をTOHOシネマズに集約することになったため、現在は東宝の直営館は存在しない。以下、東宝直営館として閉館した映画館を示す。傍系の映画興行会社が経営していた映画館は六部興行を、TOHOシネマズに移管した映画館はTOHOシネマズを参照のこと。

### 本社地区
- 宝塚会館（東京都千代田区有楽町1-12）<1934年1月1日開館、1997年12月29日閉館>
  - 東京宝塚劇場（宝塚会館 1階）<1934年1月1日開館、1997年12月29日閉館>
  - スカラ座（宝塚会館 4階）<1940年4月16日開館、1955年7月13日改装、1997年12月29日閉館>
  - 東宝演芸場（宝塚会館 5階）<1938年9月23日開館、1955年8月1日改装、1997年12月29日閉館>
    - スカラ座の当初の名称は東宝四階劇場。東宝演芸場の当初の名称は東宝小劇場。それぞれ改装時に改称している。東京宝塚劇場は戦時中は風船爆弾の工場として使われた。戦後はGHQに接収（1945年12月24日 - 1955年1月26日）され、アーニー・パイル・シアター（1946年2月24日 - 1955年1月26日）と改称された。
- 日劇会館（東京都千代田区有楽町2-5-1）<1933年12月24日開館、1981年2月22日閉館>
  - 日本劇場（日劇会館 1階）<1933年12月24日開館、1981年2月22日閉館>
  - 日劇ミュージックホール（日劇会館 5階）<1952年3月17日開館、1981年2月22日閉館>
  - 丸の内東宝劇場（日劇会館 地下1階）<1955年2月10日開館、1981年2月22日閉館>
  - 日劇文化劇場（日劇会館 地下1階）<1935年12月30日開館、1955年8月12日改装、1981年2月22日閉館>
    - 当初日本映画劇場株式会社の所有だったが、1934年3月14日より直営興行を開始し、その後同社を吸収合併し所有権を得た。戦時中は風船爆弾の工場として使われた。丸の内東宝劇場は戦後、地下増床工事により開館した。日劇文化劇場は当初、ニュース映画専門館の第一地下劇場で戦後の改装時に日劇ニュース劇場となり、さらに改称され日劇文化劇場となった。1984年10月6日、日劇と朝日新聞旧東京本社跡地に有楽町センタービル（通称・有楽町マリオン）がオープンした。旧日劇（現在の有楽町阪急）側にTOHOシネマズ日劇がある。
- 日比谷映画劇場（東京都千代田区有楽町1-2-2）<1934年2月1日開館、1984年10月31日閉館>
  - 閉館に先駆けて、東宝邦画系封切館「千代田劇場」は洋画ロードショー館「日比谷映画」としてリニューアルオープン（ただし「劇場」は外している）。
- 有楽座（東京都千代田区有楽町1-2-2）<1935年6月7日開館、1984年10月31日閉館>
  - 当初演劇用劇場であったが、1951年1月1日に映画館に改装した。2005年4月9日、「ニュー東宝シネマ」が有楽座の名称を復活させリニューアルオープン。現在の館名は「TOHOシネマズ有楽座」。1987年10月3日、日比谷映画劇場と有楽座の跡地に東宝日比谷ビル（通称・日比谷シャンテ）がオープンした。
- 東宝会館（東京都千代田区有楽町1-2-1）<1957年4月14日開館、2005年4月8日閉館>
  - 芸術座（東宝会館 4階）<1957年4月14日開館、2005年3月27日閉館>
  - 日比谷映画（東宝会館 1階）<1957年4月14日開館、2005年4月8日閉館>
  - みゆき座（初代）（東宝会館 地下）<1957年4月14日開館、2005年3月31日閉館>
    - 日比谷映画は当初、東宝邦画系封切館「千代田劇場」として開館。1984年10月31日に閉館する日比谷映画劇場の名称を引き継ぎ同年10月27日に日比谷映画に改称した。みゆき座は1971年2月1日に日本初となるノンリワインド映写機を導入している。閉館の翌4月1日、スカラ座2がみゆき座の名称を引き継いだ。現在は館名が「TOHOシネマズみゆき座」に変更されている。2007年10月、跡地に東宝シアタークリエビルがオープンした。
- 渋谷東宝会館（東京都渋谷区道玄坂2-6-17）<1936年11月1日開館、1989年2月26日閉館>
  - 渋谷東宝劇場（渋谷東宝会館 1階）<1936年11月1日開館、1989年2月26日閉館>
  - 渋谷スカラ座（渋谷東宝会館 4階）<1989年2月26日閉館>
  - 渋谷文化劇場（渋谷東宝会館 地下）<1952年11月17日開館、1989年2月26日閉館>
    - 当初は東横映画劇場であったが、1944年9月1日に渋谷東宝劇場に改称している。渋谷文化劇場のみ1952年6月9日に設立された株式会社渋谷文化劇場が経営・運営していた。1991年7月6日、跡地に渋東シネタワーが開館した。2011年7月15日、TOHOシネマズ渋谷としてリニューアルオープンした。
- 新宿東宝会館（東京都新宿区歌舞伎町1-19-2）<1969年10月31日開館、2008年11月7日>
  - 新宿プラザ劇場（新宿東宝会館 1階）<1969年10月31日開館、2008年11月7日>
- ニュー東宝シネマ2（東京都千代田区有楽町2-2-3、ニユートーキヨービル地下1階）<1957年5月開館、1995年6月閉館>
  - 大映封切館「スキヤバシ映画」として開館。大映系のチェーンマスターとして機能したが、同社の経営破綻・制作配給からの撤退に伴い、東宝洋画系に転換の上1972年5月に上記の館名に変更。シネマ2の閉館の際、「ニュー東宝シネマ1（オープン当時の館名は『ニュー東宝』）」は「ニュー東宝シネマ（現在のTOHOシネマズ有楽座）」に館名を変更した。現在、跡地にはイタリアンレストラン「VINO VITA」数寄屋橋本店地下1階店とカクテルバー「BAR・B」が入店している。
- 渋谷宝塚劇場（東京都渋谷区宇田川町21-6）<1959年7月8日開館、1997年5月30日閉館>
  - 1999年12月18日、跡地に複合商業ビル「QFRONT」がオープンし、同ビルの7階に渋谷シネフロントが開館した。
- 上野東宝劇場（東京都台東区上野公園1-51）<1954年12月13日開館、2003年8月31日閉館>
- 上野宝塚劇場（東京都台東区上野公園1-52）<1954年12月13日開館、2003年8月31日閉館>
  - 2005年4月、上野東宝劇場・上野宝塚劇場跡地に飲食店舗ビル「上野バンブーガーデン（正式名称：東宝上野ビル）」がオープンした。

### 関西地区
- 梅田会館（梅田劇場・梅田スカラ座・北野劇場・北野シネマ・梅田地下劇場）（大阪市北区角田町7-10）<1937年12月9日開館、1978年2月28日閉館>
  - 戦後間もなくはGHQに接収されていた。
- 南街会館（南街シネプレックス - 南街劇場・南街東宝・南街シネマ・南街スカラ座・南街文化劇場）（大阪府大阪市中央区難波3-8-11）<1953年12月18日開館、2004年2月1日閉館>
  - 前身は1938年に開館した南街映画劇場。戦後に改築した。2006年9月22日、跡地に東宝南街ビルがオープンし、地下1階から7階はなんばマルイ、8階から11階はTOHOシネマズなんばが入店している。
- 京都宝塚会館（京都宝塚劇場・京都スカラ座）（京都府京都市中京区河原町通三条下ル大黒町58）<1935年10月開館、2006年1月29日閉館>
  - 2008年4月25日、跡地に複合商業ビル「mina kyoto」がオープンした。
前身: 京都宝塚劇場（1935年 - 1945年）→同（GHQによる夜間接収）（1945年10月27日 - 12月31日）→ステイトサイド・シアター（GHQによる完全接収）（1946年1月1日 - 1952年7月）→京都宝塚劇場（1952年 - 1956年）→京都宝塚劇場・スカラ座（1956年 - 2006年）
- 京極東宝1・2・3（京都府京都市中京区新京極四条上ル仲之町534-1）<2006年1月29日閉館>
  - 2008年12月11日、跡地にビジネスホテル「スーパーホテル京都・四条河原町」がオープンした。
前身: 三友倶楽部（1911年 - 1915年）→三友劇場（1916年 - 1945年）→京極東宝劇場（1954年 - 1996年）→京極東宝（1996年 - 2006年）

### 中部地区
- 名宝会館（名宝劇場・名宝スカラ座・名宝シネマ）（愛知県名古屋市中区栄1-2-6）<1935年11月3日開館、2002年12月1日閉館>
  - 2004年11月1日、跡地に名古屋東宝ビルがオープン、併設してビジネスホテル「リッチモンドホテル（オープン当時はロイネットホテル）名古屋納屋橋」がオープンした。
- エンゼル東宝（愛知県名古屋市中区栄3-15-20、松坂屋本店北館地下1階）<1972年11月開館、2005年9月4日閉館>
  - 2006年6月、跡地に大人向けディスコ「PLATINUM NAGOYA」がオープンした。
- 名鉄東宝1・2（愛知県名古屋市中村区名駅1-2-4、名鉄バスターミナルビル内）<1967年6月開館、2006年2月24日閉館>
  - 2006年10月25日、跡地も含めて名鉄百貨店本店メンズ館としてリニューアルオープンした。
前身: 名鉄東宝（1967年6月 - 1998年1月）→改装休館（1998年1月 - 7月10日）→名鉄東宝1・2（1998年7月11日 - 2006年2月24日）

## 演劇
かつては長谷川一夫をメインとした「東宝歌舞伎」などが行われたほか、日劇・北野劇場での実演（歌謡ショーなど）、宝塚歌劇、演芸の東宝名人会や日劇ミュージックホールや南街ミュージックホールでのヌードショーなど多彩であった。
現在はミュージカルや商業演劇を主に制作、興行している。

### 主な劇場
東宝直営
- 帝国劇場
- シアタークリエ（2007年11月7日開場）

※東宝発祥の東京宝塚劇場は、現在は阪急電鉄（宝塚歌劇団）が経営し、舞台制作および興行を行っている。建物（東京宝塚ビル）自体は東宝所有。
その他
- 日生劇場
- 青山劇場
- ル テアトル銀座 by PARCO
- 名鉄ホール
- 中日劇場
- 御園座
- 梅田芸術劇場（阪急電鉄経営）
- 博多座

### かつて存在した劇場
- 日本劇場（日劇）
- 芸術座
- 日劇ミュージックホール
- 東宝演芸場
- 北野劇場
- 南街会館

※新宿コマ劇場とシアターアプルは東宝系と見なされる事が多かったが、厳密には東宝ではなく兄弟会社のコマ・スタジアムが経営していた劇場である。舞台制作や興行も同社の手により行われていたが、新聞案内広告では「東宝の演劇」として扱われることが多く、長年毎日新聞金曜日の夕刊（東京本社版）に掲載された東宝提供の「東宝の映画演劇」の広告にも併記されていた。

## オープニングロゴ

### 映画配給
中央に放たれる光の中心にロゴマークが配され、下部に黄文字で「東宝株式会社」と横書きされる（初期のカラー作品は「東宝株式会社製作」や「東宝株式会社配給」と表記）。東宝スコープ作品では東宝マークの左右に黄色いゴシック体の立体処理で「TOHO」「SCOPE」と配されていた。北米公開時には東宝マークの中に「TOHO」のアルファベットが入り、下部の社名表記が「TOHO COMPANY, LTD.」に変わる。円谷英二によってデザイン・制作されたものであり、1992年の創立60周年以降はそれまでの実写・光学合成による映像に代わり、CGで制作されたものが使用されている。2010年以降は16:9とシネスコのオープニングロゴ統一に伴い「東宝株式会社」部分が一新された。

### メディア媒体
VHS
初代（1983年〜1991年）
JCGL（ジャパン・コンピュータ・グラフィックス・ラボ）によるCG映像。ズームする球体から「TOHO VIDEO」が浮かびながら回転し、後方から「TOHO VIDEO」が中央部分に合わさると上の発光物質がフラッシュし「東宝」ロゴに変化、「TOHO VIDEO」部分に金の影が入る。映画配給作品など、多くは東宝のロゴ映像から始まるため、CG映像は極めて稀である。
2代目（1991年～生産終了まで）
横長の球体によって「TOH」が現れ球体が「O」に変化、左にズームすると同時に後方から「VIDEO」が中央部分に合わさり、四角形に囲まれると「TOHO」部分が黒文字に変化する。
DVD・Blu-ray
初代（1999年～2009年）
「DVD（改行）TOHO」の文字が上から回転しながら中央部分に合わさり、白文字に変化する。
2代目（2009年～）
「NHKスペシャル」の2代目を踏襲したCG映像。無数のモニターによって「TOHO」の文字が形成され、四角形に囲まれると同時に「Visual Entertainment」の文字が現れて完成する。BGMは初代DVDを流用。

## ゲームソフト・アプリ
1987年から1998年まではゲームソフトの販売も行っていた。大半が『ゴジラ』および自社が関わるアニメのゲーム版だが、特に関わりのない普通のゲームもリリース実績がある。（開発は他社による）
- CITY ADVENTURE タッチ MYSTERY OF TRIANGLE
- ジーキル博士の彷魔が刻
- ゴジラ（ファミリーコンピュータ）
- 燃える!お兄さん
- ヘビーユニット（メガドライブ）
- ふしぎの海のナディア（ファミリーコンピュータ）
- スーパーアレスタ
- 芹沢信雄のバーディトライ
- らんま1/2 朱猫団的秘宝
- らんま1/2 超技乱舞篇
- ポコニャン!夢大冒険
- ポコニャン!へんぽこりんアドベンチャー
- ゴジラ 爆闘烈伝
- 超ゴジラ
- ゴジラ 怪獣大決戦
- 火の皇子 ヤマトタケル
- ゴジラ トレーディングバトル

2020年代よりスマートフォン用アプリケーションゲームを、「TOHO Games」というレーベルでリリースしている。
- ゴジラ デストラクション/GODZILLA DESTRUCTION（2021年4月27日）
- ラン ゴジラ/RUN GODZILLA（2021年6月3日）
- ゴジラ バトルライン/GODZILLA BATTLE LINE（2021年6月15日）
- からかい上手の高木さん キュンキュンレコーズ（2022年6月8日）
- おうちに帰りたい ねこの旅（2022年8月3日）
- 呪術廻戦 ファントムパレード（2023年11月21日）

## 関連会社
2024年2月29日現在で連結子会社43社、持分法適用関連会社3社である。ここでは、東京証券取引所に上場、あるいは上場廃止となった連結子会社2社のみを挙げる。これ以外については「阪急阪神東宝グループ」の項目を参照。
- スバル興業（東京証券取引所スタンダード市場）
- 東京楽天地（2024年4月2日東京証券取引所プライム市場上場廃止）

## 所有ビル

### 有楽町・日比谷地区
- 有楽町センタービル（有楽町マリオン） - 阪急MEN'S TOKYO・TOHOシネマズ日劇スクリーン2（旧：日劇）部分など区分所有。
- 東京宝塚ビル（19階建） - 中高層階は賃貸オフィス、1階 - 6階は東京宝塚劇場、地下1階・2階は映画館（TOHOシネマズスカラ座、TOHOシネマズみゆき座）
- 東宝日比谷ビル - 本社など各種オフィス、低層階に日比谷シャンテ
- シアタークリエビル（地下2階18階建て、日比谷映画跡） - 低層部にシアタークリエ（演劇場）、2階 - 18階はホテルレム日比谷、2階ホテル内に無印良品の飲食店「Café&Meal MUJI 日比谷」。
- 東宝日比谷プロムナードビル （地下2階地上11階建て、東宝ツインタワービル 跡） - 地下2階 - 地上2階は商業店舗フロア、地上3階 - 地上11階はオフィスフロア[注釈 12]。

### 新宿地区
- 新宿東宝ビル - 元新宿コマ劇場および新宿東宝会館の跡地に2015年4月17日オープン。TOHOシネマズ新宿（3階 - 6階）、藤田観光系の「ホテルグレイスリー新宿」（8階 - 30階）などが入居。

### 大阪地区
- ナビオ阪急（HEP NAVIO）